# Vinci
Vinci S.A. — французская строительная компания. До 2000 года компания именовалась Société Générale d’Entreprises S.A. Акции компании обращаются на бирже Euronext Paris и включены в базу расчёта фондового индекса CAC 40. Штаб-квартира расположена в Нантере (пригород Парижа, Франция).

## История
Компания была основана в 1899 году Александром Жиро и Луи Лушером, первоначально называлась Giros et Loucheur. В 1908 году компания сменила название на Société Générale d’Entreprises (SGE, «Генеральное общество предприятий»). SGE принимала участие в строительстве крупных объектов, таких как промышленные предприятия и гидроэлектростанции. В конце 1940-х годов SGE была национализирована и в 1966 году перешла под контроль Compagnie générale d'électricité (CGE, позже ставшая Alcatel), после чего была объединена с её строительными подразделениями. В 1984 году в ходе реорганизации госпредприятий SGE была переведена в подчинение промышленной группе Saint‑Gobain, к ней были присоединены ещё несколько строительных предприятий (Saunier Duval, Tunzini, Wanner Isofi и Sobea). В 1988 году SGE вновь сменила владельца, теперь им стала водопроводная монополия Générale des Eaux (позже Vivendi), от которой были получены ещё три строительные компании (Viafrance, Campenon Bernard и Freyssinet). В 1990-х годах началось расширение деятельности SGE в другие страны, в частности в Великобританию и Германию. Среди крупных проектов 1990-х годов были мост Васко да Гама в Португалии, АЭС Даявань в Китае и мост Нормандии и Стад де Франс во Франции.
В 1998 году Générale des Eaux сменила название на Vivendi и начала продавать свою долю в SGE. В мае 2000 года SGE была переименована в Vinci, к этому времени было поглощено ещё несколько компаний, включая крупнейшего французского оператора гаражей и парковок Sogeparc. В октябре 2000 года была куплена компания GTM Group, что сделало Vinci крупнейшей строительной компанией в мире.

### Поглощения
- 1986 год: приобретена компания Sogea (фр.), основанная в 1878 году[3]
- 1988 год: поглощена компания Campenon Bernard, основанная в 1920 году[3]
- 1991 год: поглощена компания Norwest Holst, основанная в 1969 году[3]
- 2001 год: приобретена компания Groupe GTM[3]
- 2006 год: приобретена компания Autoroutes du Sud de la France[6]
- 2007 год: в феврале было завершено приобретение 81 % акций компании Soletanche Bachy[7]. В результате сделки компания стала владельцем 100 % акций Soletanche.[8]
- 2010 год: приобретена компания Cegelec[9], а также европейские предприятия Tarmac по производству агрегатов[10]. В сентябре 2010 года приобретена компания Meteor Parking в Go-Ahead Group[11].
- 2012 год: Vinci подписала сделку по покупке ANA Aeroportos de Portugal за 3,08 млрд евро[12].

В декабре 2013 года Vinci получила контракт стоимостью 440 млн евро на строительство скоростной автомагистрали в Атланте, штат Джорджия. В 2014 году Vinci продала 75 % акций Vinci Park консорциуму из Ardian Infrastructure и Crédit Agricole Assurances, после чего Vinci Park была переименована в Indigo. В июне 2016 Vinci продала последние 25 % акций.
В 2015 году Vinci и Orix получили 45-летний контракт на эксплуатацию аэропортов Итами и Кансай в префектуре Осака, Япония, стоимость контракта составила около 18 млрд долларов.
В марте 2017 года компания инвестировала средства в Бразилию, чтобы в течение 30 лет эксплуатировать аэропорт Салвадора, Баия. В октябре 2017 года было приобретено австралийскую строительную компанию Seymour Whyte. В ноябре 2017 года инвестировала в Швецию, чтобы приобрести Eitech и Infratek, специалистов в области электромонтажных и инженерных работ.
В мае 2019 года Vinci приобрела 50,01 % акций аэропорта Гатвик.
7 апреля 2021 года Vinci выиграла концессию на эксплуатацию в течение 30 лет следующих аэропортов Бразилии: Эдуарду Гомеш, Табатинга, Тефе, Крузейру-ду-Сул, Порту-Велью, Боа-Виста. В конце 2021 года за 5,5 млрд долларов была куплена компания Cobra IS, оператор строительства энергетических объектов.

## Собственники и руководство
Ксавье Гильяр (Xavier Huillard, род. 27 июня 1954 года) — председатель совета директоров с 2010 года и генеральный директор (CEO) с 2006 года; в компании с 1998 года.

## Деятельность
Компания занимает первое место среди строительных компаний по обороту.
Выручка за 2023 год составила 69,6 млрд евро, её распределение по регионам: Франция — 43 %, остальная Европа — 34 % (в том числе Великобритания — 9 %, Германия — 7 %, Испания — 5 %), США — 5 %, Канада — 3 %, Центральная и Южная Америка — 6 %, Азия и Ближний Восток — 6 %, Африка — 3 %.
Подразделения по состоянию на 2023 год:
- Концессии — 17 % выручки, основные дочерние компании:
  - VINCI Autoroutes — концессии на управление автотрассами во Франции (ASF, Escota, Cofiroute, Arcour, Arcos);
  - VINCI Airports — управление аэропортами во Франции и 12 других странах (Португалия, Великобритания, Сербия, Бразилия, Кабо-Верде, Камбоджа, США, Мексика, Доминиканская Республика, Чили, Коста-Рика и Япония);
  - другие концессии — VINCI Highways (автотрассы вне Франции), VINCI Railways (железные дороги) и VINCI Stadium (стадионы во Франции);
- Энергетика
  - VINCI Energies — организация энергоснабжения промышленных предприятий, объектов информационной и телекоммуникационной инфраструктуры, 28 % выручки;
  - Cobra IS — строительство энергетических объектов, включая солнечные и ветряные электростанции, 9 % выручки;
- Строительство
  - VINCI Construction — строительство крупных объектов, специализированное строительство (в частности АЭС), строительство объектов инфраструктуры (дорог, железных дорог, водопровода и др.), 45 % выручки;
  - VINCI Immobilier — строительство и обслуживание жилой и коммерческой недвижимости, 2 % выручки.

В списке крупнейших публичных компаний мира Forbes Global 2000 за 2023 год Vinci заняла 129-е место.
В России Vinci в 2007 году совместно с «Мостотрестом» создала «Северо-западную концессионную компанию» (СЗКК), победившую в тендере на строительство и эксплуатацию головного участка платной автодороги Москва — Санкт-Петербург. Новым совместным предприятием Vinci и «Мостотреста» в 2015 году стала компания Highway Operations BV, которая владела 100 % ООО «Объединенные системы сбора платы» (ОССП), занимавшимся сбором платы за проезд по автодорогам М-11 «Нева», М-4 «Дон», М-3 «Украина». В конце 2024 — начале 2025 года Vinci вышла из российских активов, продав свои доли компании «Нацпроектстрой».
В Туркмении компания построила первый в стране 3D-кинотеатр «Ашхабад», и ведёт строительство здания правительства Туркменистана.